# IP-Centrex
IP-Centrex bezeichnet die Übernahme des Prinzips von Centrex in IP-Telefonie und bedeutet die Bereitstellung der Funktionen einer Telefonanlage durch einen Provider im öffentlichen Netz.

## Wirkungsweise
Grundlage von IP-Centrex sind sowohl die Funktionen einer Telefonanlage, wie sie typischerweise für eine private Kommunikationsgruppe bereitgestellt werden und das Einsatzprinzip von IP-Telefonie. Bei der klassischen Telekommunikation werden diese Gruppen noch nahezu ausschließlich von Telefonanlagen gebildet. Telefonanlagen können eine Reihe von Leistungsmerkmalen bereitstellen, die zwischen den angeschlossenen Teilnehmern intensivere Kommunikationsbeziehungen ermöglichen, als dies im öffentlichen Netz der Fall ist. Dazu gehören Gruppenfunktionen wie ein interner Rufnummernplan, die Weitergabe von Gesprächen und die gemeinsame Nutzung von Zusatzeinrichtungen wie internen Telefonbüchern.
Unter IP-Telefonie ist eine Telefonanlage nicht mehr zwingend erforderlich. Die Verbindungen zwischen den Teilnehmern selbst werden mit den Verfahren der IP-Netze aufgebaut; das heißt, die angeschlossenen Teilnehmer werden auf der Basis von vorgegebenen Routingtabellen miteinander verbunden und müssen ihre Verbindungen nicht über eine zentrale Instanz im Netz in Form einer Vermittlungsstelle führen. Aus diesem Grund ist es in einer privaten Kommunikationsgruppe egal, ob die benötigten Steuerbefehle für die Verbindungen von einem System innerhalb des Netzes des Anwenders kommen oder eben mit IP-Centrex von einem Provider im öffentlichen Netz bereitgestellt werden.

## Vor- und Nachteile
- Keine eigenen Systeme beim Anwender notwendig.
- Keine Kapazitätsengpässe bei der Nutzung öffentlicher Netze.
- Einbindung mobiler Teilnehmer.
- Begrenzter Einfluss des Anwenders auf das System.
- Leichte Anpassung der Endgeräteanzahl.

## Entwicklung
IP-Centrex wird in nahezu allen Industriestaaten angeboten. Vorreiter sind dabei die USA und Japan, wo jeweils für 2010 ein Anteil von fünfzig Prozent des installierten Nebenstellenbestandes für IP-Centrex geschätzt wird. In Europa sind vor allem die Wachstumsländer Osteuropas die Vorreiter, da es dort nur einen geringen Bestand an herkömmlichen Telefonanlagen gibt und neu hinzukommende Anwender häufig IP-Centrex nutzen.